# Vegard Leikvoll Moberg
Vegard Leikvoll Moberg (ur. 23 stycznia 1991 w Osøyro) – norweski piłkarz występujący na pozycji środkowego pomocnika w norweskim klubie FK Bodø/Glimt.

## Kariera klubowa

### Åsane Fotball
16 stycznia 2011 podpisał kontrakt z zespołem Åsane Fotball. W sezonie 2014 jego drużyna zajęła pierwsze miejsce w tabeli i awansowała do wyższej ligi. W OBOS-ligaen zadebiutował 6 kwietnia 2015 w meczu przeciwko Levanger FK (5:0). Pierwszą bramkę w lidze zdobył 9 sierpnia 2015 w meczu przeciwko IL Hødd (2:0).

### Sogndal Fotball
22 lipca 2016 przeszedł do klubu Sogndal Fotball. Zadebiutował 24 lipca 2016 w meczu Eliteserien przeciwko FK Bodø/Glimt (2:2).

### FK Bodø/Glimt
22 marca 2017 podpisał trzyletni kontrakt z drużyną FK Bodø/Glimt. Zadebiutował 9 kwietnia 2017 w meczu OBOS-ligaen przeciwko Åsane Fotball (1:1). Pierwszą bramkę zdobył 2 maja 2017 w meczu ligowym przeciwko IK Start (3:2). W sezonie 2017 jego zespół zajął pierwsze miejsce w tabeli i awansował do najwyższej ligi. W Eliteserien zadebiutował 11 marca 2018 w meczu przeciwko Lillestrøm SK (3:1). Pierwszą bramkę w Eliteserien zdobył 6 kwietnia 2019 w meczu przeciwko Mjøndalen IF (4:5). W sezonie 2019 jego drużyna zajęła drugie miejsce w tabeli zdobywając wicemistrzostwo Norwegii.

### Silkeborg IF
10 stycznia 2020 przeszedł do zespołu Silkeborg IF. Zadebiutował 16 lutego 2020 w meczu Superligaen przeciwko Aalborg BK (0:2). Pierwszą bramkę zdobył 23 lutego 2020 w meczu ligowym przeciwko FC København (1:1).

### FK Bodø/Glimt
5 października 2020 podpisał kontrakt z klubem FK Bodø/Glimt. Zadebiutował 17 października 2020 w meczu Eliteserien przeciwko Molde FK (4:2), w którym zdobył swoją pierwszą bramkę. W sezonie 2020 jego drużyna zajęła pierwsze miejsce w tabeli i zdobyła mistrzostwo Norwegii. 29 lipca 2021 zadebiutował w kwalifikacjach do Ligi Konferencji Europy UEFA w meczu przeciwko Valurowi (3:0).

## Statystyki
(aktualne na dzień 21 września 2021)
| Klub               | Sezon              | Liga               | Liga  | Liga   | Puchar kraju | Puchar kraju | Europa | Europa | Suma  | Suma   |
| Klub               | Sezon              | Liga               | Mecze | Bramki | Mecze        | Bramki       | Mecze  | Bramki | Mecze | Bramki |
| ------------------ | ------------------ | ------------------ | ----- | ------ | ------------ | ------------ | ------ | ------ | ----- | ------ |
| Åsane Fotball      | 2011               | 2. divisjon        | 4     | 2      | 0            | 0            | –      | –      | 4     | 2      |
| Åsane Fotball      | 2012               | 2. divisjon        | 19    | 2      | 2            | 0            | –      | –      | 21    | 2      |
| Åsane Fotball      | 2013               | 2. divisjon        | 24    | 1      | 2            | 0            | –      | –      | 26    | 1      |
| Åsane Fotball      | 2014               | 2. divisjon        | 16    | 0      | 2            | 0            | –      | –      | 18    | 0      |
| Åsane Fotball      | 2015               | OBOS-ligaen        | 29    | 4      | 2            | 0            | –      | –      | 31    | 4      |
| Åsane Fotball      | 2016               | OBOS-ligaen        | 16    | 1      | 2            | 0            | –      | –      | 18    | 1      |
| Åsane Fotball      | Ogólnie            | Ogólnie            | 108   | 10     | 10           | 0            | 0      | 0      | 118   | 10     |
| Sogndal Fotball    | 2016               | Eliteserien        | 6     | 0      | 0            | 0            | –      | –      | 6     | 0      |
| Sogndal Fotball    | Ogólnie            | Ogólnie            | 6     | 0      | 0            | 0            | 0      | 0      | 6     | 0      |
| FK Bodø/Glimt      | 2017               | OBOS-ligaen        | 28    | 8      | 2            | 0            | –      | –      | 30    | 8      |
| FK Bodø/Glimt      | 2018               | Eliteserien        | 24    | 0      | 2            | 0            | –      | –      | 26    | 0      |
| FK Bodø/Glimt      | 2019               | Eliteserien        | 20    | 2      | 1            | 0            | –      | –      | 21    | 2      |
| FK Bodø/Glimt      | Ogólnie            | Ogólnie            | 72    | 10     | 5            | 0            | 0      | 0      | 77    | 10     |
| Silkeborg IF       | 2019/20            | Superligaen        | 11    | 1      | 0            | 0            | –      | –      | 11    | 1      |
| Silkeborg IF       | 2020/21            | 1. division        | 3     | 0      | 1            | 0            | –      | –      | 4     | 0      |
| Silkeborg IF       | Ogólnie            | Ogólnie            | 14    | 1      | 1            | 0            | 0      | 0      | 15    | 1      |
| FK Bodø/Glimt      | 2020               | Eliteserien        | 7     | 3      | 0            | 0            | 0      | 0      | 7     | 3      |
| FK Bodø/Glimt      | 2021               | Eliteserien        | 0     | 0      | 1            | 0            | 2      | 0      | 3     | 0      |
| FK Bodø/Glimt      | Ogólnie            | Ogólnie            | 7     | 3      | 1            | 0            | 2      | 0      | 10    | 3      |
| Ogólnie w karierze | Ogólnie w karierze | Ogólnie w karierze | 207   | 24     | 17           | 0            | 2      | 0      | 226   | 24     |

## Sukcesy

### Åsane Fotball
- Mistrzostwo 2. divisjon (1×): 2014

### FK Bodø/Glimt
- Mistrzostwo Norwegii (1×): 2020
- Wicemistrzostwo Norwegii (1×): 2019
- Mistrzostwo OBOS-ligaen (1×): 2017